# Phare des Þridrangar
Le phare des Þridrangar (islandais : Þrídrangaviti), également appelé phare des Thridarangar ou Thridrangur, est un phare situé à moins d'une dizaine de kilomètres à l'ouest-nord-ouest de Heimaey, l'île principale de l'archipel des îles Vestmann, dans la région de Suðurland, au sud de l'Islande.
Souvent décrit comme le phare le plus isolé du monde, Þrídrangar signifie « trois piliers rocheux », en référence aux stacks présents à cet endroit : Klofadrangur, Thufudrangur et Stóridrangur, ce dernier étant le rocher sur lequel le phare est construit.
Le phare isolé a été conçu et construit juste à l'aube de la Seconde Guerre mondiale, en 1939, sous la supervision de l'ingénieur islandais Axel Sveinsson. Le phare est mis en service en 1942. Quelques années après sa création, un héliport a été bâti pour permettre à des hélicoptères d’atterrir.

## Histoire

### Construction et mise en service
En 1938, une voie d'accès a été aménagée sur le rocher pour faciliter l'accès au site du phare depuis la falaise. Les travaux de construction du bâtiment ont commencé le 12 juin 1939, sous la direction d'Axel Sveinsson, qui a travaillé avec une équipe de techniciens, d’alpinistes et d'autres professionnels pour mener à bien le projet. Leurs outils d’escalade ne leur permettant pas de mordre dans le rocher, ils ont réalisé une pyramide humaine pour accéder au sommet, à 30 mètres de haut.
Selon Árni G. Þórarinsson, qui faisait partie du projet, la construction du phare a été très ardue ; il déclarera dans le journal islandais Morgunblaðið :

« La première chose que nous avons dû faire était de créer une route jusqu’à la falaise. Nous avons réuni des alpinistes expérimentés, tous originaires des îles Westman. Ensuite, nous avons apporté des perceuses, des marteaux, des chaînes et des pinces pour fixer les chaînes. Une fois qu’ils se sont approchés du sommet, il n’y avait aucun moyen de s’accrocher au rocher, alors l’un d’eux s’est mis à genoux, le deuxième s’est tenu sur le dos, puis le troisième a grimpé sur les deux autres et a pu atteindre la pointe de la falaise au-dessus. Je ne peux même pas vous dire ce que j’ai ressenti en assistant à cette procédure incroyablement dangereuse. »

— Árni G. Þórarinsson,.
Le phare a été construit sur un grand affleurement rocheux, les travaux ont été achevés près d'un mois plus tard, le 3 juillet 1939. Le 5 juillet 1942, à la suite de la construction du dispositif d'éclairage, le phare a été mis en service. Les travaux ont été couronnés de succès, et plus important encore, sans accident. De nombreuses années plus tard, un héliport a été installé sur Stóridrangur où les hélicoptères peuvent atterrir. Un petit chemin sans clôture a été construit entre le minuscule héliport et le phare. Le phare a été automatisé totalement en 1993 grâce à l'énergie solaire.

## Description technique
Ce phare, construit à environ 30 mètres au-dessus du niveau de la mer, est actif avec un plan focal à 34 mètres, il possède un signal lumineux : un long éclat blanc suivi d’un court éclat blanc toutes les 30 secondes. C’est un bâtiment carré entièrement fait de béton, de 4 mètres de hauteur avec une lanterne ; la tour est peinte en blanc, la lanterne est de couleur rouge.

## Accès et visite
En raison de son emplacement isolé, le phare des Þridrangar, dont le code est L4802, n’est accessible que par hélicoptère uniquement, avec un pilote expérimenté. Cependant, le site FlyOver Iceland permet une visite virtuelle de l’Islande, avec un écran englobant des effets spéciaux. Les personnes qui se rendent au phare sont majoritairement des travailleurs de maintenance, mais il accueille occasionnellement des touristes.

## Notoriété médiatique
Les photos du phare des Þridrangar ont été mises en ligne il y a quelques années et ont même été partagées par des célébrités comme Justin Bieber en 2016. De nombreux internautes l’ont qualifié de « refuge pour les introvertis », et il a même eu sa propre page Facebook, suivie par plus de 4 000 personnes. Le phare a également été une source d’inspiration pour la littérature, la romancière islandaise à succès Yrsa Sigurðardóttir l’ayant utilisé dans son roman Why Did You Lie ?.
En février 2021, un groupe de blues rock islandais appelé Kaleo a enregistré une vidéo pour son single « Break My Baby » sur l’héliport de Þridrangar. Ce single est tiré de leur album Surface Sounds, et la vidéo peut être visionnée sur le site YouTube.